# Acanthoscurria gomesiana
Acanthoscurria gomesiana là một loài nhện trong họ Theraphosidae.
Loài này thuộc chi Acanthoscurria. Acanthoscurria gomesiana được Cândido Firmino de Mello-Leitão miêu tả năm 1923.

## Hình ảnh

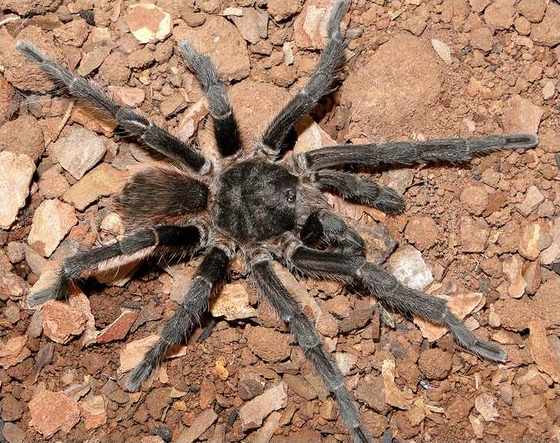
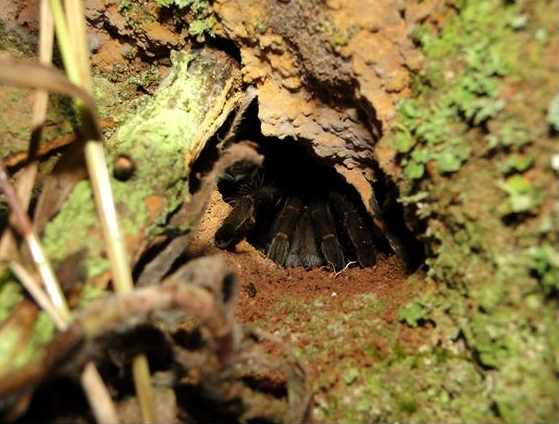
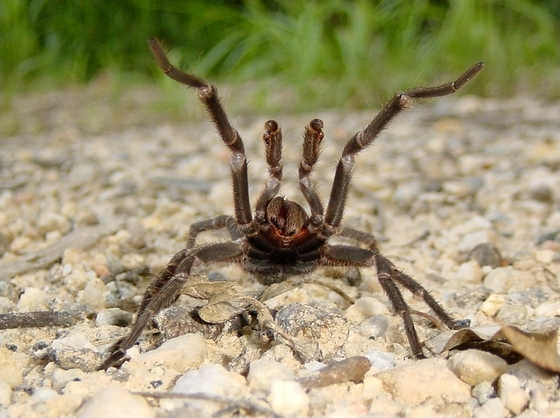
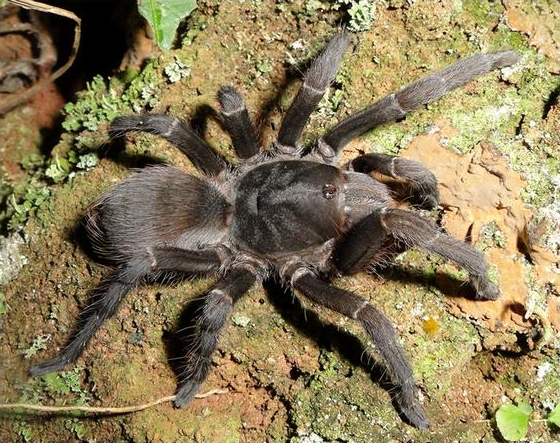